# Torrent de Vilacireres
El Torrent de Vilacireres és un afluent per la dreta de l'Aigua de Valls, a la Vall de Lord. De direcció predominat, NW-SE i amb un curs força engorjat, neix a 1.668 m. d'altitud al vessant oriental del serrat de la Pedra a uns 350 m. a l'oest de Sant Jaume de Vilacireres, al terme municipal de Gòsol. Després de recórrer uns 900 metres, entra al terme municipal de Guixers on farà la resta del seu curs fins a desembocar a l'Aigua de Valls uns 470 metres aigües amunt del Molí de la Corriu, a 921 m. d'altitud.

## Municipis que travessa
|                                        | Longitud (en m.) | % del recorregut |
| -------------------------------------- | ---------------- | ---------------- |
| Per l'interior del municipi de Gòsol   | 960              | 37,96%           |
| Per l'interior del municipi de Guixers | 1.569            | 62,04%           |

## Perfil del seu curs
| Recorregut (en m.) | Altitud (en m.) | Pendent |
| ------------------ | --------------- | ------- |
| 0                  | 1.547           | -       |
| 250                | 1.423           | 49,6%   |
| 500                | 1.338           | 34,0%   |
| 750                | 1.242           | 38,4%   |
| 1.000              | 1.164           | 31,2%   |
| 1.250              | 1.107           | 22,8%   |
| 1.500              | 1.055           | 20,8%   |
| 1.750              | 1.019           | 14,4%   |
| 2.000              | 1.012           | 2,8%    |
| 2.250              | 968             | 17,6%   |
| 2.500              | 930             | 15,2%   |
| 2.580              | 921             | 11,3%   |

## Xarxa hidrogràfica
La xarxa hidrogràfica del Torrent de Vilacireres està integrada per 20 cursos fluvials la longitud total dels quals suma 17.580 m.

### Distribució municipal
El conjunt d'aquesta xarxa hidrogràfica transcorre pels següents termes municipals:
| Municipi | Cursos o trams | Longitud que hi transcorre |
| -------- | -------------- | -------------------------- |
| Gósol    | 8              | 8.245 m.                   |
| Guixers  | 17             | 12.680 m.                  |